# Плотниковське сільське поселення (Бакчарський район)
Пло́тниковське сільське поселення (рос. Плотниковское сельское поселение) — сільське поселення у складі Бакчарського району Томської області Росії.
Адміністративний центр — селище Плотниково.
Населення сільського поселення становить 639 осіб (2019; 714 у 2010, 853 у 2002).

## Склад
До складу сільського поселення входять:
| Населений пункт    | Населення, осіб (2002) | Населення, осіб (2010) |
| ------------------ | ---------------------- | ---------------------- |
| Бородинськ, село   | 134                    | 75                     |
| Плотниково, селище | 719                    | 639                    |